# Canaan (anime)
Pour les articles homonymes, voir Canaan.
Canaan (カナン) est une série télévisée anime de 13 épisodes, conceptualisé par Type-Moon avec les cofondateurs Kinoko Nasu et Takashi Takeuchi, basé sur le scénario qu'ils ont créé pour le visual novel 428: Fūsa Sareta Shibuya de sur Wii, qui est connu pour avoir reçu un score parfait par le magazine Famitsu. La série a connu des adaptations en manga et light novel.

## Synopsis
Mino-san, journaliste, est envoyé couvrir un évènement culturel dans la ville de Shanghai. À la demande de son patron, il est accompagné par une photographe débutante, Maria Osawa. Cette dernière se retrouve au milieu de décès étranges en marge des festivités. Elle est tirée d'affaire par une tueuse à gages, aux capacités sur développées, Canaan. Ces dernières se connaissaient déjà et paraissent unies par un lien surnaturel. Mino-san, sentant l'opportunité de l'article qui lancera sa carrière décide d'enquêter sur diverses organisations en lien avec les évènements et Canaan.

## Personnages
Canaan (カナン, Kanan)
Elle est le personnage principal, une mercenaire œuvrant dans la région à Shanghai. Elle est l'une des survivantes d'un village détruit par la guerre dans l'est. Elle a été entrainée par un homme, décédé au moment de l'histoire, Siam. Il lui a donné le nom de Canaan. Siam est considéré avec beaucoup de respect par l’héroïne comme son mentor.
Alphard Al Sheya (アルファルド, Arufarudo)
L'antagoniste principal de la série.
Jeune femme séduisante, elle est responsable d'une organisation terroriste nommée serpent. Elle a aussi été entrainée par Siam, qui l'a elle aussi appelée Canaan. Le nom alphard vient de l’arabe الفرد (al-fard), qui signifie « la solitaire »
Maria Ōsawa (大沢 マリア, Ōsawa Maria)
Une jeune fille toujours positive et souriante. Elle devient "la lumière" de Canaan qui voudra absolument la protéger.
Minoru Minorikawa (御法川 実, Minorikawa Minoru)
Un jeune journaliste accompagné par Maria Osawa.
Yun Yun (ユンユン, Yun Yun)
Jeune fille arrivant a la moitié de l'anime, étant elle aussi une rescapée du "village détruit", elle a d'abord été sous l'ordre de l'organisation des serpents menée par Alphard, puis s'est laissé prendre de sentiment par Osawa Maria empêchant certaines fois Canaan (la protectrice d'Osawa) de tuer celle-ci. C'est une grande bosseuse ayant plusieurs job a la fois et qui a besoin de médicaments pour survivre.